# Trémentines
 Trémentines  es una población y comuna francesa, en la región de Países del Loira, departamento de Maine y Loira, en el distrito de Cholet y cantón de Cholet-2.

## Demografía
| 1797 | 2037 | 2341 | 2805 | 3034 | 2817 |
| Para los censos de 1962 a 1999 la población legal corresponde a la población sin duplicidades (Fuente: INSEE [Consultar]) |      |      |      |      |      |